# Gnothi seauton

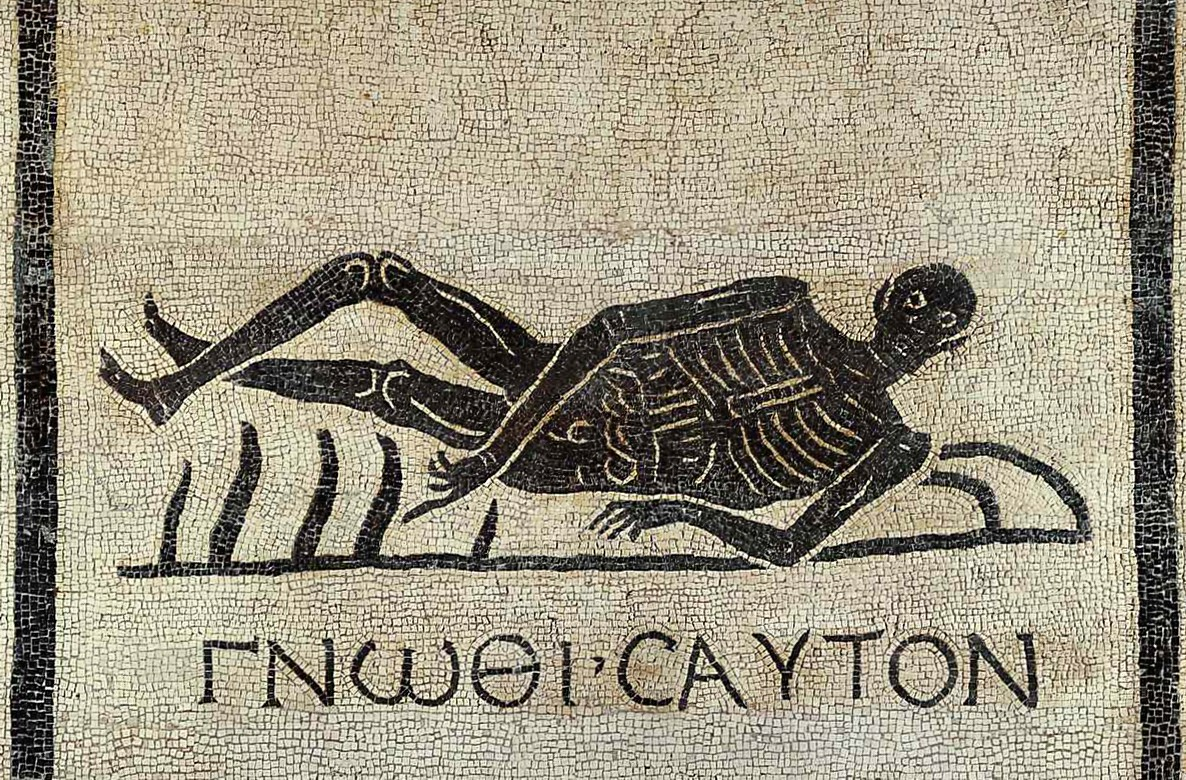
Un Memento mori en mosaïque accompagné de l'inscription Gnothi seauton. Provient des excavations de l'église San Gregorio al Celio (Rome) ; actuellement au Musée des Thermes de Dioclétien.

Gnothi seauton (en grec ancien Γνῶθι σεαυτόν / Gnỗthi seautόn, API : /ˈgnɔ̂ːˌ.tʰi se.au̯.tón/ ; en latin : Nosce te ipsum ou Temet nosce) est une locution philosophique grecque signifiant « connais-toi toi-même ». Elle est célèbre pour son usage philosophique par Socrate.
C’est, selon le Charmide de Platon, la plus ancienne des trois maximes qui étaient gravées à l'entrée du temple d'Apollon à Delphes. La Description de Delphes par Pausanias le Périégète en confirme l'existence.

## Origines
L'idée selon laquelle la connaissance des choses passe par une connaissance préalable de soi est défendue par plusieurs penseurs antiques. Avant Socrate et la construction du temple d'Apollon à Delphes, Héraclite d'Éphèse, rapporté par Diogène Laërce et Jean Stobée, a exprimé la même idée, car il disait « qu'il s'était pris pour objet d'étude et que c'était de lui-même qu'il avait tout appris », et que « se connaître et être sain d'esprit est propre à tous les hommes. ».

Peinture allégorique du XVIIe siècle avec l'inscription en latin Nosce te ipsum.

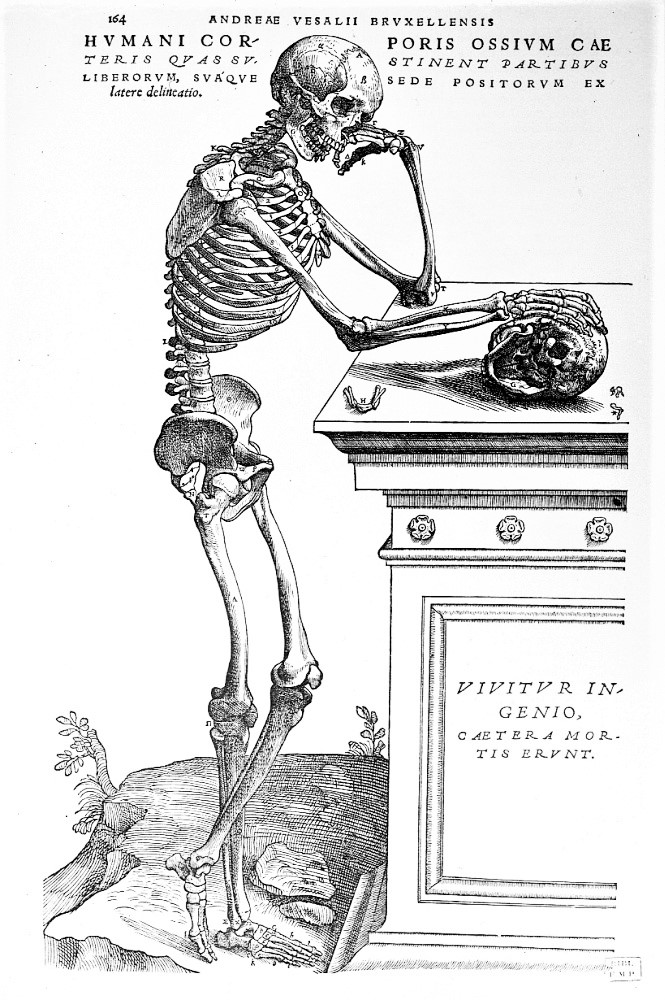
Humani corporis ossium caeteris quas sustinent partibus liberorum, suaque sede positorum ex latere delineatio..

Porphyre de Tyr, dans son Traité sur le précepte Connais-toi toi-même, s'interroge sur la signification et sur l'origine de cette inscription. Diogène Laërce écrit : « Thalès est l’auteur du fameux « Connais-toi toi-même » qu’Antisthène dans son Livre des Filiations attribue à la poétesse Phémonoé, en déclarant que Chilon se l’appropria mensongèrement. »
Cependant, des auteurs contemporains considèrent que les trois maximes étaient plus probablement des proverbes populaires, attribués tardivement à des sages particuliers. Aristote, dans un dialogue perdu intitulé Sur la Philosophie (Περὶ φιλοσοφίας), serait parvenu à la même conclusion. À partir de l’histoire du temple de Delphes, il aurait affirmé que cette maxime delphique n'appartient à aucun des Sept Sages comme on le croyait, mais est plus ancienne que Chilon. 
La maxime a toutefois connu une grande postérité par l'utilisation qui en est faite par Socrate dans les œuvres de Platon. Elle donne à Socrate la possibilité d'exprimer l'idée selon laquelle la recherche sur les exigences morales et la nature commence par une introspection. Comme l'écrit Jean-Jacques Chevallier, « la tendance de l'enseignement des sophistes avait été d'inculquer la maxime : affirmez-vous, imposez-vous. La clef de la vie et de l'activité de Socrate se trouve dans la devise : connais-toi toi-même ». Il retrouve par là même le principe éthique de la religion apollinienne. De cette façon, une liaison était établie entre la religion grecque et la philosophie. Socrate n'ayant écrit aucun ouvrage, nous n'avons connaissance de son usage du précepte que par ce qu'en ont rapporté ses disciples, Platon et Xénophon, dans les dialogues où ils l'ont mis en scène.

## Pensée socratique

### Chez Platon

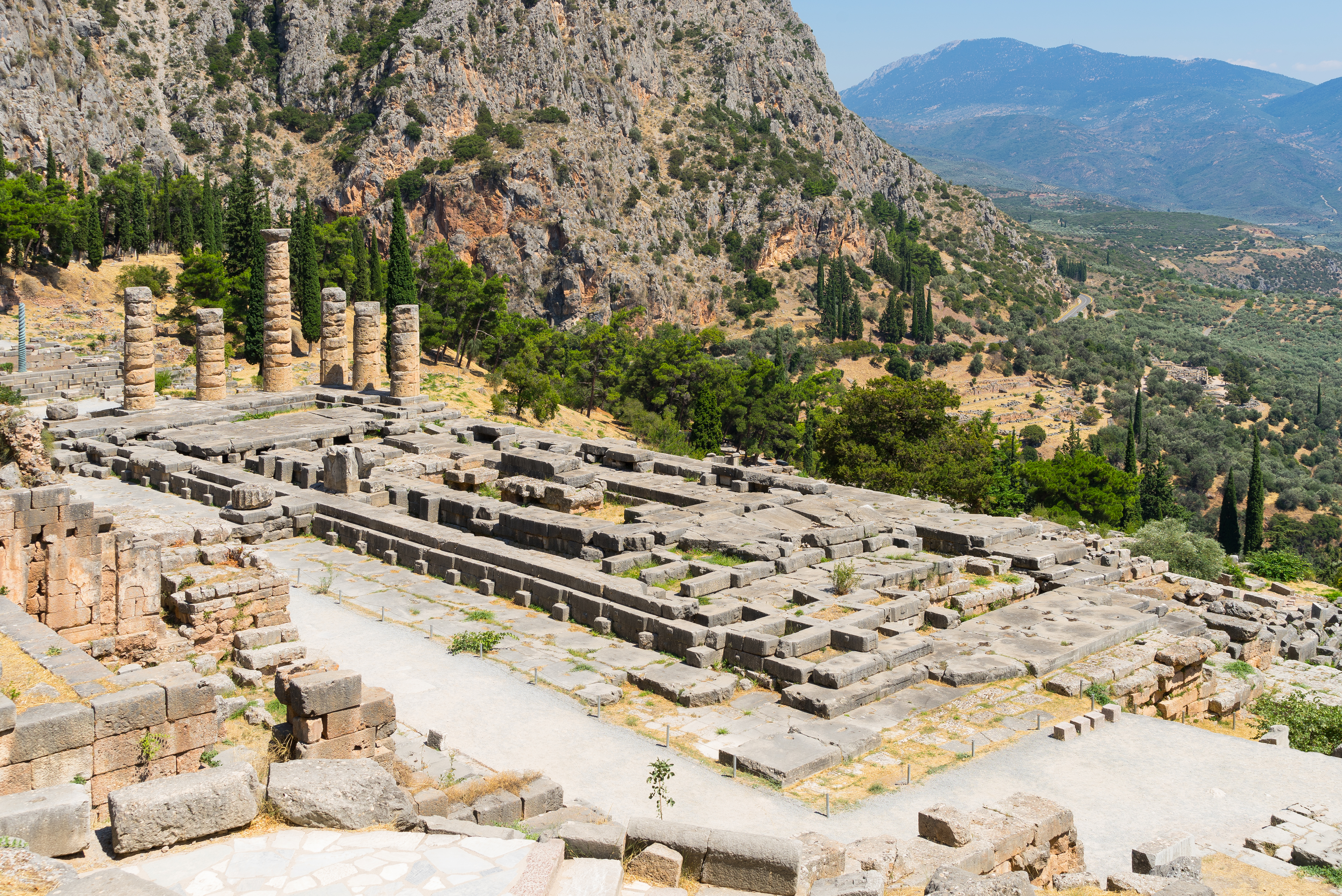
Ruines du temple d'Apollon (Delphes), qui comportait cette inscription sur son fronton.

Platon, en tant que plus illustre disciple de Socrate, est celui qui contribua le plus à porter à la postérité le Gnothi seauton. On en trouve plusieurs mentions dans ses dialogues philosophiques :
Dans le Charmide, il fait dire à Critias:

« […] J’irais presque jusqu’à dire que cette même chose, se connaître soi-même, est tempérance, d’accord en cela avec l’auteur de l’inscription de Delphes. Je m’imagine que cette inscription a été placée au fronton comme un salut du dieu aux arrivants, au lieu du salut ordinaire « réjouis-toi », comme si cette dernière formule n’était pas bonne et qu’on dût s’exhorter les uns les autres, non pas à se réjouir, mais à être sages. C’est ainsi que le dieu s’adresse à ceux qui entrent dans son temple, en des termes différents de ceux des hommes, et c’est ce que pensait, je crois, l’auteur de l’inscription à tout homme qui entre il dit en réalité : « Sois tempéré. » Mais il le dit, comme un devin, d’une façon un peu énigmatique ; car « Connais-toi toi-même » et « Sois tempéré », c’est la même chose, au dire de l’inscription et au mien. Mais on peut s’y tromper : c’est le cas, je crois, de ceux qui ont fait graver les inscriptions postérieures : « Rien de trop » et « Cautionner, c’est se ruiner. »

On la trouve aussi dans le Philèbe :

« Socrate — C’est en somme une espèce de vice qui tire son nom d’une habitude particulière, et cette partie du vice en général est une disposition contraire à celle que recommande l’inscription de Delphes.
Protarque — C’est du précepte : Connais-toi toi-même, que tu parles, Socrate ?
Socrate — Oui, et le contraire de ce précepte, dans le langage de l’inscription, serait de ne pas se connaître du tout. »

Ainsi que dans le Premier Alcibiade :

« Allons, mon bienheureux Alcibiade, suis mes conseils et crois-en l’inscription de Delphes : Connais-toi toi-même, et sache que nos rivaux sont ceux-là et non ceux que tu penses et que, pour les surpasser, nous n’avons pas d’autre moyen que l’application et le savoir. »

Dans le Protagoras (343a-b) :
« Parmi eux il y a Thalès de Milet, Pittacos de Mytilène, Bias de Priène, notre Solon, Cléobule de Lindos, Myson de Khènè, et on leur ajoute un septième, le Lacédémonien  Chilon. Tous étaient des partisans fervents, des amoureux et des disciples de l’éducation lacédémonienne ; et l’on se rend bien compte que leur savoir est de cet ordre, si l’on se rappelle les formules brèves, mémorables, prononcées par chacun d’eux lorsqu’ils se réunirent ensemble pour offrir à Apollon dans son temple de Delphes les prémices de leur savoir, et qu’ils écrivirent ces mots que tous reprennent : “Connais-toi toi-même” et “Rien de trop”. »
Dans les Lois (923a):
« Mes amis, dirons-nous, à vous dont l’existence ne dure, à la lettre, qu’un jour, il est difficile de connaître ce qui vous appartient en propre et qui plus est de vous connaître vous-mêmes, comme le recommande l’inscription de Delphes, en ce moment précis. »

### Chez Xénophon
Xénophon, autre disciple de Socrate, mentionne également le « Gnothi seauton » dans les Mémorables (livre IV, chapitre 2). Socrate y dialogue avec Euthydème, jeune homme orgueilleux, imbu de lui-même qui se croyait très sage: 

« - Dis-moi, Euthydème, as-tu jamais été à Delphes?
- Deux fois, par Jupiter!
- Tu as donc aperçu l'inscription gravée sur le temple : Connais-toi toi-même?
- Oui certes.
- N'as-tu pris aucun souci de cette inscription, ou bien l'as-tu remarquée, et as-tu cherché à examiner quel tu es?
- Non, par Jupiter ! vu que je croyais le savoir parfaitement : car il m'eût été difficile d'apprendre autre chose, si je me fusse ignoré moi-même. »

À la fin du dialogue, Euthydème finit par reconnaître son ignorance.

## Interprétation
Les explications sur l'origine de cette maxime ont varié selon les époques. Mot‑clé de l’humanisme, le « Connais-toi toi-même » socratique assigne à l’homme le devoir de prendre conscience de sa propre mesure sans tenter de rivaliser avec les dieux. 
Hegel voit ce « connais-toi toi-même » comme le signe d’un tournant majeur dans l’histoire de l’esprit, car Socrate en s’en réclamant fait de « l’esprit universel unique », un « esprit singulier à l’individualité qui se dessine », autrement dit, il fait de la conscience intérieure l’instance de la vérité et donc de la décision [réf. nécessaire]. Il y a un tournant car, dans la culture orientale, l’Esprit, tel que le conçoit Hegel, était de l'ordre du mystique inaccessible (d’où les Sphinges et les pyramides d'Égypte que nul ne peut pénétrer) ; ce qu’au contraire augure Socrate (et de la même manière Œdipe), c’est « un tournant de l’Esprit dans son intériorité », c’est-à-dire qu’au lieu d’être inaccessible, l’Esprit est réclamé comme se trouvant dans l'homme lui-même[réf. nécessaire].

## Postérité

### Variantes modernes

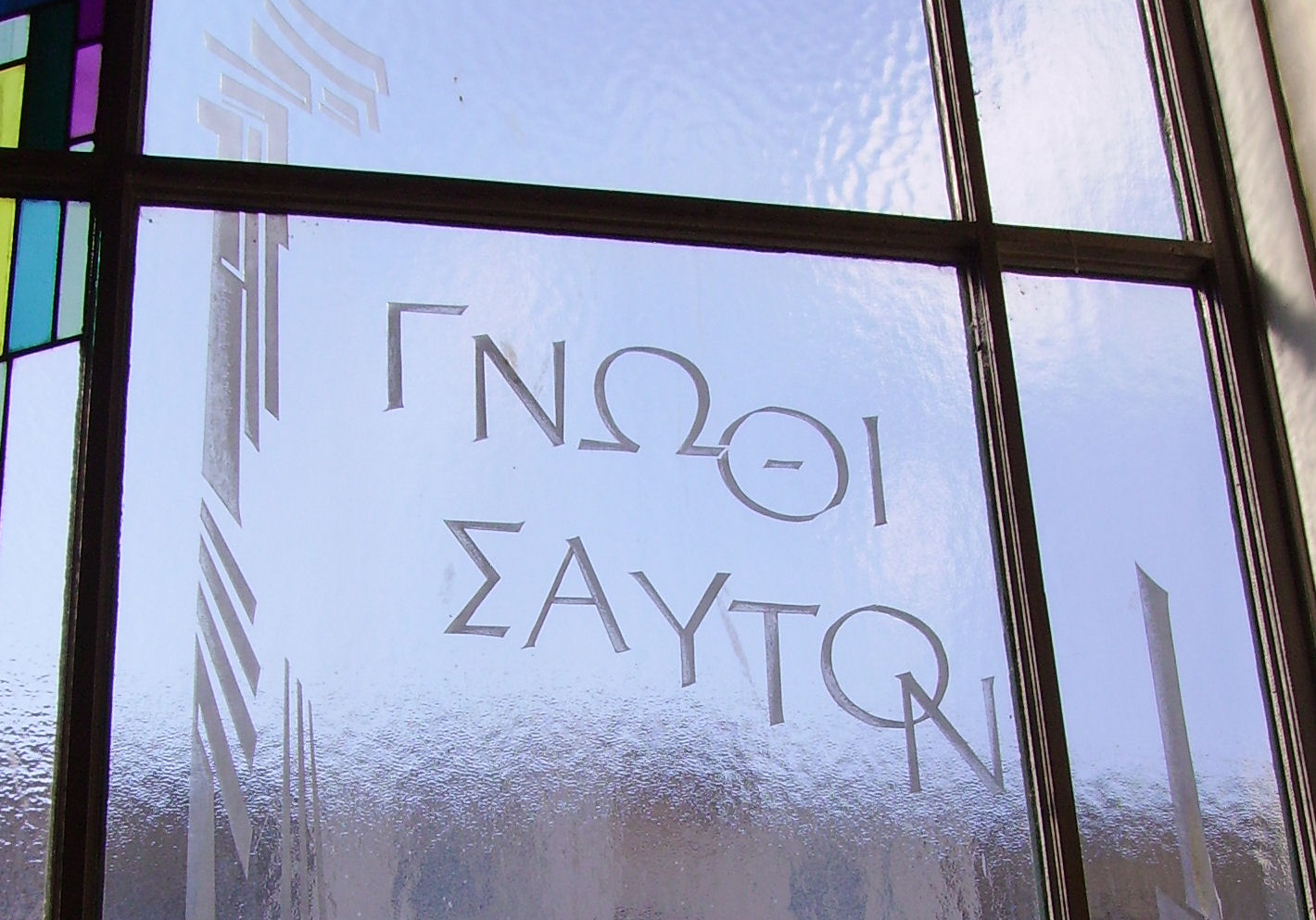
Une expression contemporaine du.

Une variante souvent reprise de nos jours, mais d'origine incertaine, ajoute :

« Connais-toi toi-même et tu connaîtras l'univers et les dieux. »

Cette variante moderne semble inviter à la recherche de connaissances supérieures par l'introspection alors que les auteurs anciens comme Platon et Porphyre de Tyr voyaient plutôt dans la citation d'origine une invitation à l'humilité et à la tempérance :

« Quel est le sens, quel est l'auteur du précepte sacré qui est inscrit sur le temple d'Apollon, et qui dit à celui qui vient implorer le Dieu : Connais-toi toi-même ? Il signifie, ce semble, que l'homme qui s'ignore lui-même ne saurait rendre au Dieu des hommages convenables ni en obtenir ce qu'il implore. »

— Porphyre, Traité sur le précepte connais-toi toi-même

### Utilisation juridique
En 1125, Pierre Abélard écrit le traité d'éthique Connais-toi toi-même, qui inaugure le droit moderne en fondant la notion de culpabilité non plus sur l'acte commis mais sur l'intention.

## Utilisation religieuse
Le moine augustin, membre des Frères de la vie commune, Arnold Gheyloven, écrit au début du XVe siècle une somme de théologie morale et de droit canon destinée aux clercs sous le titre Gnotosolitos, déformation de Gnothi seauton.

### Dans la culture populaire
Dans le film Matrix, une des versions latines (temet nosce) est utilisée comme inscription au-dessus de la porte de l’Oracle.
Dans le manga Valkyrie Apocalypse, "Connais-toi toi même" est la devise d'Apollon. Cette phrase a été inscrite par Apollon pour pousser les habitants de Delphes à surpasser leurs limites, mais ils ont pris cela comme un avertissement de leur condition de simples mortels.